# الوليد الشمسان
الوليد بن خالد بن إبراهيم بن عبد الله الشمسان البدراني الدوسري (ولد في شهر رمضان الموافق 1410 هـ / 1990 م) هو فقيه وقارئ قرآن سعودي، يشغل حاليًا منصب إمام المسجد الحرام في مكة المكرمة. حصل على درجة الدكتوراه بامتياز مع مرتبة الشرف من الجامعة الإسلامية في المدينة المنورة عام 2017.

## النشأة
وُلد الشيخ الدكتور الوليد بن خالد بن إبراهيم الشمسان في محافظة عنيزة بمنطقة القصيم عام (1410 هـ / 1990 م). ينتمي إلى عائلة الشمسان، وهي من العائلات المعروفة في منطقة القصيم. نشأ الشيخ الوليد في بيئة دينية، حيث حفظ القرآن الكريم في سن مبكرة، مما أسهم في تشكيل شخصيته العلمية والدينية.

## التعليم
حصل على درجة الماجستير في قراءات وتفسير القرآن من الجامعة الإسلامية بالمدينة المنورة في عام (1434هـ / 2013 م). ثم نال درجة الدكتوراه بامتياز مع مرتبة الشرف الأولى في قراءات وتفسير القرآن من الجامعة الإسلامية بالمدينة المنورة عام (1438هـ / 2017 م)، بعد مناقشة رسالته التي كانت تحقيقًا لكتاب "الحواشي المفيدة في شرح القصيدة" لابن الدقوقي.

## المسيرة المهنية
بدأ الشيخ الوليد مسيرته في الإمامة والخطابة منذ أوائل العقد الأول من القرن الحادي والعشرين، حيث تولى الإمامة في عدة مساجد بالمملكة. كان آخرها مسجد قباء في المدينة المنورة، قبل تعيينه إمامًا للمسجد الحرام في مكة المكرمة.

## الجوائز
حصل الشيخ الوليد الشمسان على عدة جوائز، منها:
- المركز الأول في مسابقة حفظ القرآن الكريم وتلاوته بالمدينة المنورة.[6]
- المركز الثاني في مسابقة الأمير سلمان بن عبد العزيز لحفظ القرآن الكريم عام (1431 هـ / 2011 م).[7]

## الوصلات الخارجية
- تلاوات د. الوليد الشمسان على اليوتيوب
- رسالة الدكتور الوليد الشمسان (الحواشي المفيدة في شرح القصيدة)